# Augusto Pereira Loureiro
Augusto Pereira Loureiro (ur. 30 sierpnia 1987 w Matosinhos) – portugalski piłkarz występujący na pozycji obrońcy w polskim klubie Śląsk Wrocław. W swojej karierze grał także w takich zespołach jak Infesta, Ribeirão, Moreirense FC oraz Créteil-Lusitanos.